# 美国人口

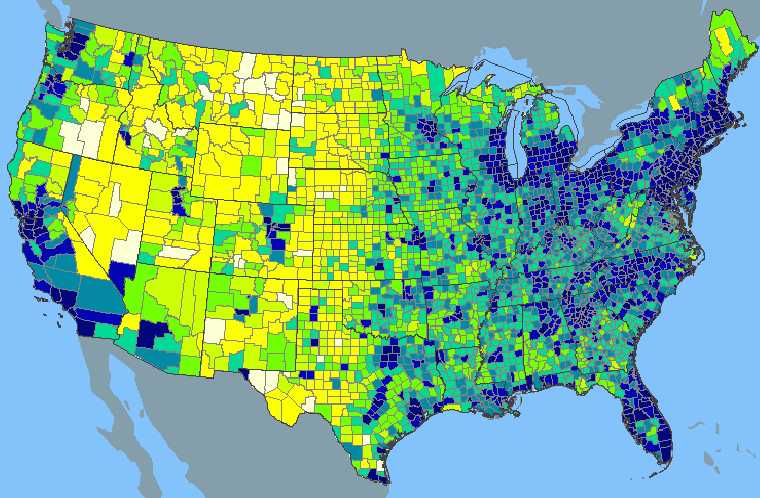
美國人口點圖

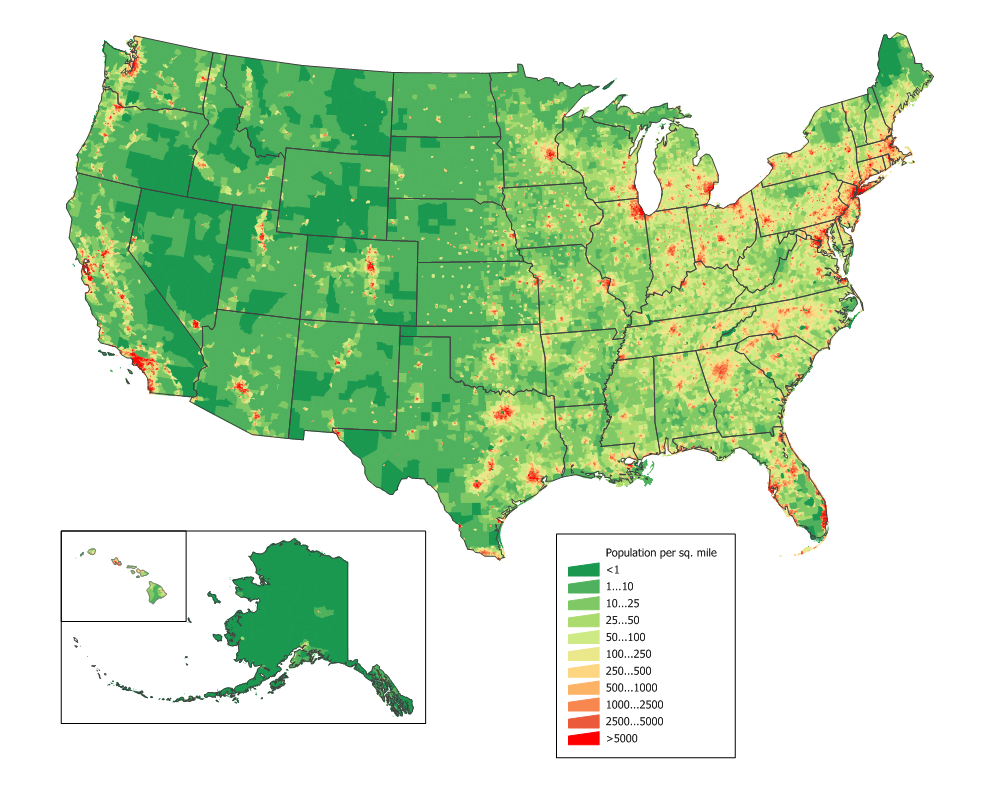
美國人口密度 (2000年)

截自2022年7月6日，美国的人口總數估計約有332,854,719人。美国人口高度城镇化，在2008年时约有81%人口居住在城市及其郊区（同时期世界城镇化率为54%），这使得美国有许多土地上无人居住。加利福尼亚州与得克萨斯州是人口最多的两个州份，美国人口中心持续向西南倾斜，德州、加州、犹他州等西南诸州人口增长较快，而历史悠久的东北部各州（纽约州、马萨诸塞州、伊利诺伊州）等地则人口停滞甚至下降。纽约市则是美国人口最多的城市。
根据2015年的美国总和生育率，每个女性约拥有1.84个儿童，并每年逐步下降，已经低于人口恒定所需要的“每个女性2个儿童”标准线，然而美国的人口增长率在已開發國家中名列前茅，这是因为美国每年接纳超过100万移民，对保持人口的数量增长更为重要，美国人口调查局数据显示，截止2013年美国的人口增长率为0.72%，不过仍然低于世界年均增长率（1.09%）；数据显示，2016年有超過149萬人移民美國，相比2015年的138萬增長7％，數量並逐年增加，雖然有文化上的衝擊，但所帶來的人才與資金，對維持美國的巨大體量有很大幫助。
自20世纪以来，美国人口增长三倍多，在發達經濟體中獨佔鰲頭。从1900年的7600万增至2015年的3.2亿，每年增长1.3%。目前，少数民族人口增长速度最快。根据人口局对2012年的估算，50.4%小于一岁的美国孩子属于少数民族（包括非洲裔、亚裔、拉美裔、混血、原住民等）。 据美国人口普查局2020人口普查的结果显示，白人在美国人口中的占比自有记录以来首次降至低于60%，而多元种族或有色人种的人口如今超过了40%。 过去十年，美国人口增长了7.4%，为上世纪30年代以来的最低程度。
| 调查年            | 人口        | 备注 | %±    |
| ----------------- | ----------- | ---- | ----- |
| 1790              | 3,929,214   |      | —     |
| 1800              | 5,236,631   |      | 33.3% |
| 1810              | 7,239,881   |      | 38.3% |
| 1820              | 9,638,453   |      | 33.1% |
| 1830              | 12,866,020  |      | 33.5% |
| 1840              | 17,069,453  |      | 32.7% |
| 1850              | 23,191,876  |      | 35.9% |
| 1860              | 31,443,321  |      | 35.6% |
| 1870              | 38,558,371  |      | 22.6% |
| 1880              | 49,371,340  |      | 28.0% |
| 1890              | 62,979,766  |      | 27.6% |
| 1900              | 76,212,168  |      | 21.0% |
| 1910              | 92,228,531  |      | 21.0% |
| 1920              | 106,021,568 |      | 15.0% |
| 1930              | 123,202,660 |      | 16.2% |
| 1940              | 132,165,129 |      | 7.3%  |
| 1950              | 151,325,798 |      | 14.5% |
| 1960              | 179,323,175 |      | 18.5% |
| 1970              | 203,211,926 |      | 13.3% |
| 1980              | 226,545,805 |      | 11.5% |
| 1990              | 248,709,873 |      | 9.8%  |
| 2000              | 281,421,906 |      | 13.2% |
| 2010              | 308,745,538 |      | 9.7%  |
| 2020              | 331,449,281 |      | 7.4%  |
| Source: 1910–2020 |             |      |       |

## 美国人口
人口增長率
+0.71%（2022年）
年龄结构

美國人口結構

- 0-14岁：  18% （男性 32,050,686; 女性 30,719,945）
- 15-64岁： 65% （男性 104,156,828; 女性 104,442,302）
- 65岁及以上： 17% （男性 18,424,785; 女性  24,052,919） （2021年）

净增长率： 0.77% （2015年）
- 不包括移民的净增长率：0.40%（2015年）

出生率：12.4‰（2015年）
死亡率： 8.4‰（2015年）
净迁移率： 3.62‰（2012年）
性别比例
- 婴儿： 1.05 男性/女性
- 15岁以下： 1.04 男性/女性
- 15-64岁： 1 男性/女性
- 65岁及以上： 0.77 男性/女性
- 总人口：0.97 男性/女性 （2011年）

母親第一胎平均年齡
- 26.4歲（2015年）

婴儿死亡率： 5.98‰
- 男性： 6.64‰
- 女性： 5.3‰（2012年）

平均寿命：
- 总人口： 78.49 岁
- 男性： 76.05 岁
- 女性： 81.05 岁 （2012年）

生育率： 1.84个子女/妇女 （2015年）

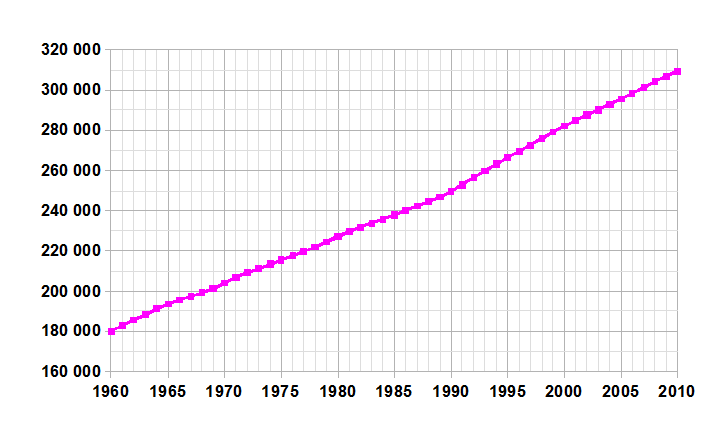
美國人口統計 (1960-2010)
資料來源:FAO, 2005年; 單位:千人

## 美国城市
美国拥有世界60个全球城市的8个。其中，纽约，洛杉矶和芝加哥名列世界一级都市。以下列出人口排名前十位的美国城市（根据2010年人口普查数据，所列人口只包含城市界内的人口统计，不包含市郊等与城市有紧密联系的大都会区）：
| 排名 | 城市       | 州份         | 英文名                     | 人口      |
| ---- | ---------- | ------------ | -------------------------- | --------- |
| 1    | 紐約市     | 紐約州       | New York, New York         | 8,175,133 |
| 2    | 洛杉磯     | 加利福尼亞州 | Los Angeles, California    | 3,792,621 |
| 3    | 芝加哥     | 伊利諾州     | Chicago, Illinois          | 2,695,598 |
| 4    | 休士頓     | 德克薩斯州   | Houston, Texas             | 2,099,451 |
| 5    | 費城       | 賓夕法尼亞州 | Philadelphia, Pennsylvania | 1,526,006 |
| 6    | 凤凰城     | 亚利桑那州   | Phoenix, Arizona           | 1,445,632 |
| 7    | 聖安東尼奧 | 德克薩斯州   | San Antonio, Texas         | 1,327,407 |
| 8    | 聖地牙哥   | 加利福尼亞州 | San Diego, California      | 1,307,402 |
| 9    | 達拉斯     | 德克薩斯州   | Dallas, Texas              | 1,197,816 |
| 10   | 聖荷西     | 加利福尼亞州 | San Jose, California       | 945,942   |

## 种族
根据美国2015年人口普查：
- 白人： 53%
- 拉丁裔： 18%
- 非裔： 13%
- 美国印第安人： 1%
- 亞洲人：5%
- 混血及其他人种：10%

## 宗教

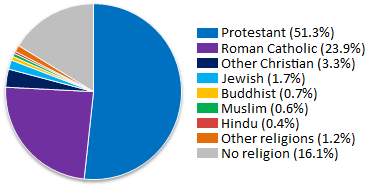
2007年的美國宗教信仰人口比例

（2007年的數據）
- 基督宗教：76%
  - 新教： 51.3%
  - 天主教： 23.9%
  - 東正教：1.6%
  - 獨立教會基督徒：3.3%
- 犹太教：1.7%
- 佛教：0.7%
- 伊斯兰教：0.6%
- 其他宗教：1.2%
- 无宗教：16.1%

## 語言
5歲以上人口
- 英語 78.4%
- 西班牙語 13.3%
- 其他印歐語言 3.7%
- 亞洲和太平洋島嶼語言 3.5%
- 其他語言 1.1%(2016年)

## 识字率
- 15岁以上能读写
- 总人口： 99%
- 男性： 99%
- 女性： 99% （2003年）